# Biserica reformată din Cricău
Biserica reformată din Cricău este una din cele mai vechi biserici construite de sașii transilvăneni, edificiu reprezentativ pentru stilul romanic din Transilvania. Lăcașul de cult, inițial romano-catolic, a servit de-a lungul timpului drept biserică evanghelică-luterană și reformată-calvină a comunității din Cricău.
În anul 2012 mai trăiau în Cricău doar patru maghiari și niciun german. 
Ansamblul este format din următoarele monumente:
- Biserica reformată, fostă biserică evanghelică (cod LMI AB-II-m-A-00211.01)
- Incintă fortificată (cod LMI AB-II-m-A-00211.02)

## Istoric
Monumentul medieval datează din secolul al XIII-lea. În secolul al XVI-lea biserica a fost prevăzută cu un sistem de apărare, format dintr-un zid de piatră și un donjon, rezultat din transformarea turnului bisericii. Zidul ce înconjoară biserica, ridicat din bolovani legați cu mortar, are o formă ovală, cu o lungime de 64 m și lată de 55 m. Zidurile au o grosime între 1,10-1,25 m, fiind susținute de contraforturi interioare dispuse la 20 m unul de celălalt. 
Săpăturile arheologice din perioada 1964-1966, au scos la iveală o fundație pătrată a unui turn de poartă pe latura de est. Acest turn, ridicat din piatră brută, are 2 m grosime și laturi de 6,9 m. Cel de al doilea turn amplasat în partea de nord a fortificației, este plasat exterior, pentru a apăra zona cea mai expusă unui atac, din acesta păstrându-se doar partea inferioară. Cel de al treilea turn de apărare a fost adăugat pe latura de sud a zidului, la începutul secolului al XVI-lea. Acest turn semicircular are raza de 3,5 m și ziduri groase de 2 m.
Pentru a rezista mai bine unui atac și biserica propriu-zisă a suferit transformări. Turnul bisericii a devenit donjon, iar nava centrală a bisericii a fost înălțată până la nivelul etajului al treilea. Astfel au fost zidite portalul situat în vestul fortificației, ferestrele laterale și rozeta gotică de la primul etaj, în locul acesteia din urmă fiind amenajat un meterez alungit. Nu se știe însă cu exactitate dacă ultimul etaj al bisericii a fost ridicat în această etapă a transformării bisericii sau în 1573, dată ce apare scrisă pe zidul bisericii. 
Elementele care pot da indicii asupra perioadei în care a fost ridicată fortificația bisericii din Cricău sunt cele două portaluri gotice, care o situează în perioada sfârșitului secolului XV și începutul secolului XVI. Istoricii plasează biserica fortificată de la Cricău în ansamblul fortificațiilor medievale reprezentative din Transilvania. 

## Galerie

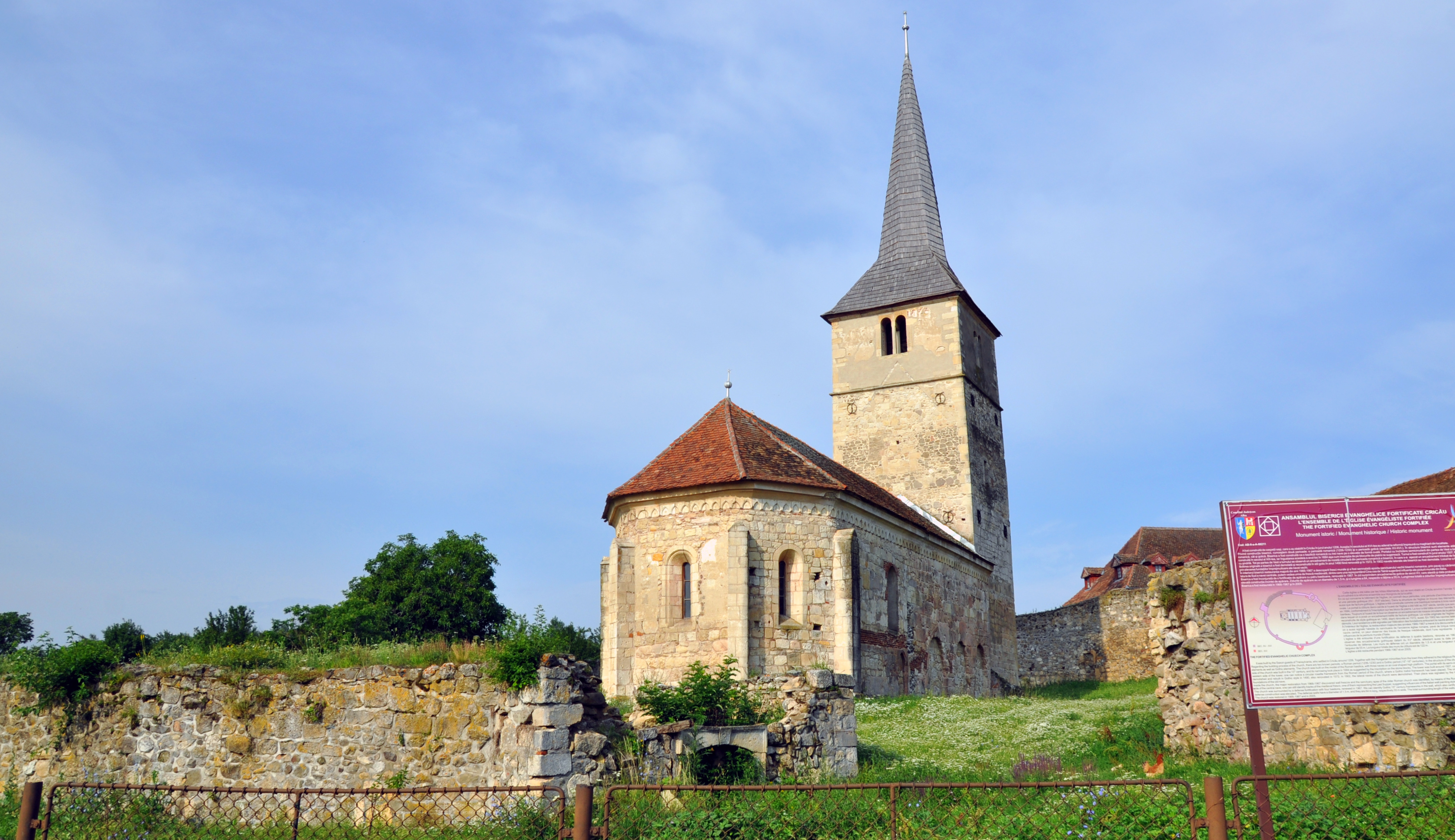
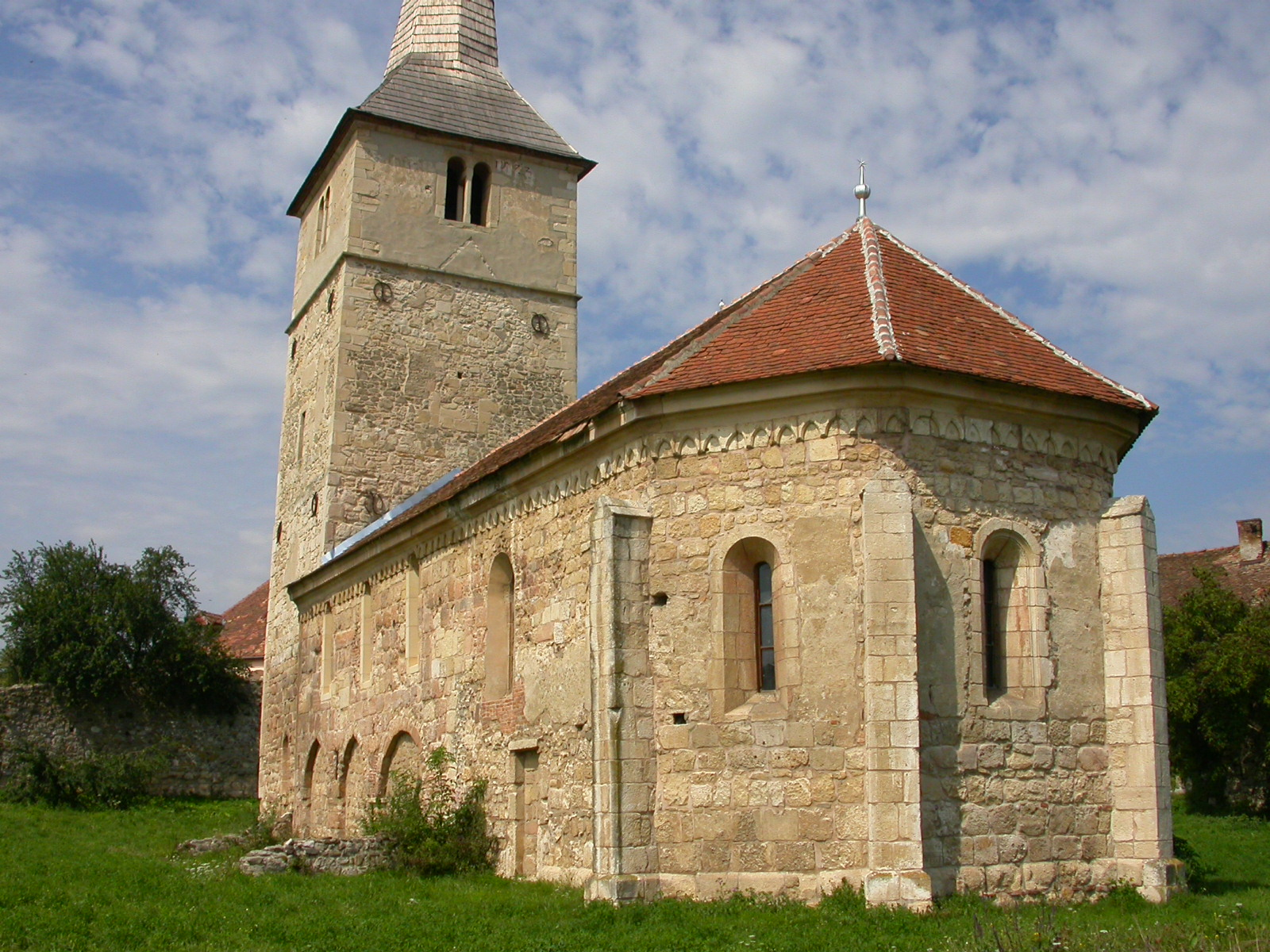
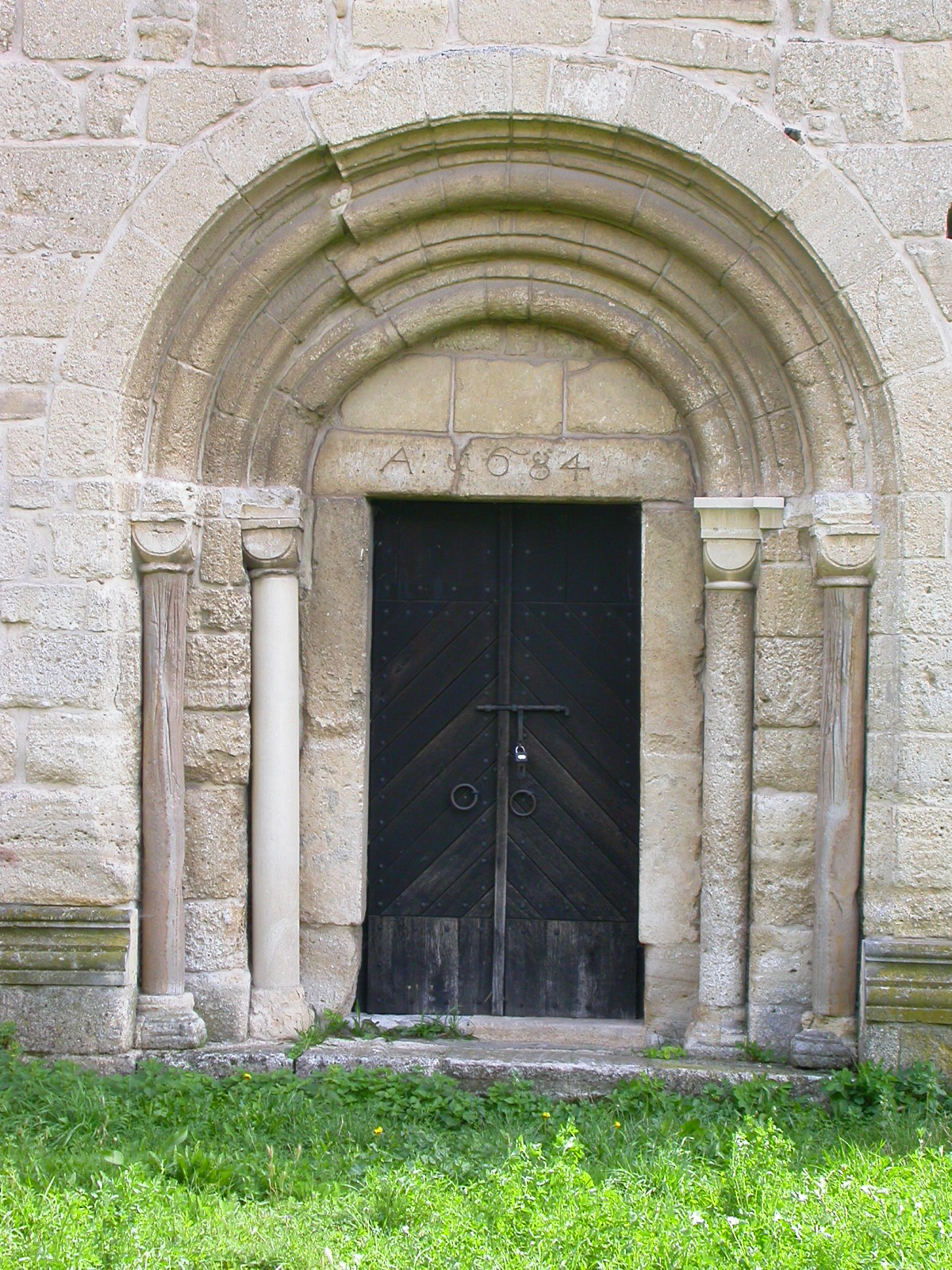
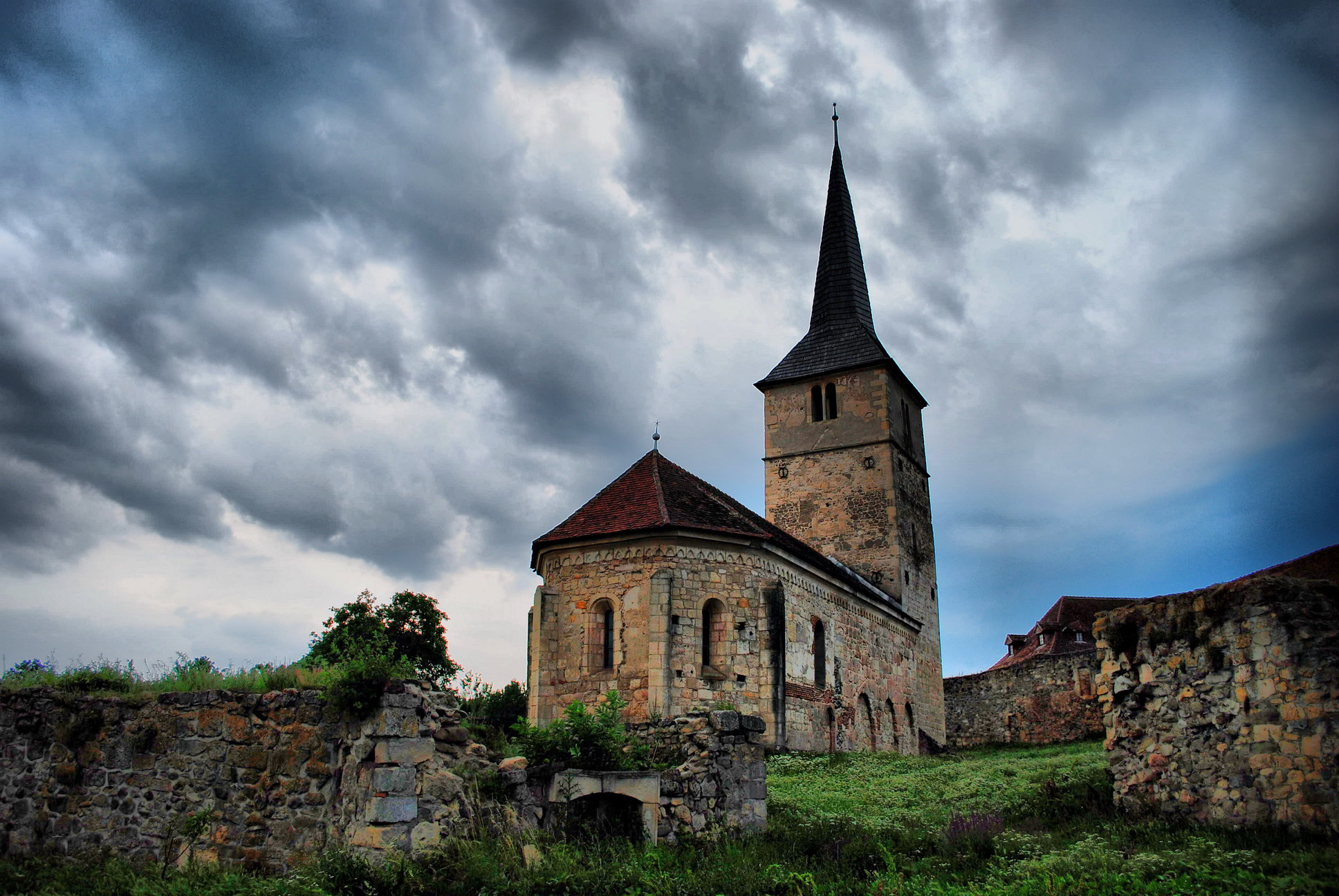